# Корнякт, Константин
Константи́н Корня́кт (греч. Κωνσταντίνος Κορνιακτός, Κονστάντυ Κορνιάκτ, пол. Konstanty Korniakt; 1517, Ираклион — 1 августа 1603, Львов, Корона Королевства Польского) — греческий купец, львовский патриций и меценат, один из лидеров львовского православия.

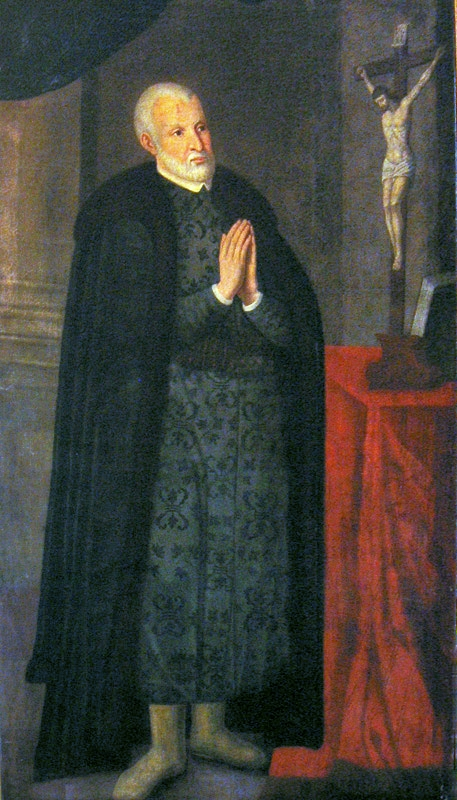
Константин Корнякт

## Биография
Родился в 1517 или 1520 году в городе Ретимнон на острове Крит.
Почву для финансового и политического авторитета Константина во Львове создал его старший брат Михаил, который постоянно жил в городе с 1545 до 1563 года, занимаясь торговлей восточными товарами. Константин Корнякт переехал сначала в Молдавию и стал возить во Львов на продажу вино, шелк и хлопок.
25 марта 1566 года по декрету польского короля Константин Корнякт получил разрешение на свободную торговлю восточными винами в городах Речи Посполитой. С 1570 года он поселился в Львове, в 1576 году добился королевской грамоты на право собирания пошлины на русских землях королевства — на Волыни, Киевщине, Подолье, Подляшье, Холмщине и в Галиции. Он предоставлял магнатам и шляхте займа под залог имений, в 1571 получил дворянство сам и приобрёл городок Ку́ликов и десяток сёл.
Не позднее 1569 года он стал членом православного братства. В 1586 году Корнякт стал одним из двенадцати членов-основателей Львовского Успенского православного братства. По просьбе константинопольского патриарха Иеремии в 1572 году. К. Корнякт материально поддержал строительство колокольни и церкви Успения Пресвятой Богородицы. Он поддерживал братские школу и типографию, оплачивал судебные расходы в процессе православных мещан против львовского магистрата, который контролировался католиками. Константин Корнякт финансировал деятельность православной фракции варшавского сейма.
На львовской площади Рынок он в 1580 году им был выстроен собственный дворец в стиле ренессанса, одно из красивейших зданий в городе. В конце XVI века К. Корнякт считался богатейшим мещанином Львова. Он вступил в брак в 1575 году с Анною Дзедушицкою (умерла в 1616 году), представительницей одного из самых влиятельных родов польско-литовского государства. В браке имел дочерей и двух сыновей — Константина и Александра.
В конце жизни Константин Корнякт поселился в своем пригородном имении. Он умер 1 августа 1603 года и был похоронен в крипте православной Успенской церкви, построенной на его средства. Согласно его завещанию, Ставропигийское братство получало прибыли от его имения в пригородном селе Збоища.